# Herbsleben
Herbsleben település Németországban, azon belül Türingiában. Lakosainak száma 2897 fő (2023. december 31.).

## Népesség
A település népességének változása:
| Lakosok száma | 2858 | 2890 | 2903 | 2890 | 2897 |
|               | 2017 | 2019 | 2021 | 2022 | 2023 |